# لاندو مافانجا
لاندو مافانجا (بالبرتغالية: Landú Mavanga‏) (مواليد 4 يناير 1990 - ) لاعب كرة قدم أنغولي. يلعب في مركز حارس المرمى.

## روابط خارجية
- لاندو مافانجا على موقع قاعدة بيانات كرة القدم.إي يو (الإنجليزية)
- لاندو مافانجا على موقع ناشيونال فوتبول تيمز (الإنجليزية)